# نیچر فیزیکس
نیچر فیزیکس مجله‌ای علمی-پژوهشی از گروه انتشاراتی نیچر است که از سال ۲۰۰۵ به صورت ماهنامه منتشر می‌شود. ضریب تاثیر آن در سال ۲۰۱۰ هجده بوده است. سردبیر آن آلیسون رایت است که به صورت تمام وقت برای مدیریت مجله استخدام شده است. مقالات پژوهشی این مجله شامل مقالات مروروی، نامه به سردبیر، معرفی کتاب، مقالات پژوهشی اصیل است.

## حیطه
تمرکز اصلی مجله بر فیزیک نظری و کاربردی است.